# Мененг
Мененг — округ у тихоокеанській країні Науру.     

## Географія
Розташований у південній частині острова, займає площу 3,1 км² і має населення 1380 (2011). 

## Відомі особистості
- Лайонел Енгімеа - президент Науру у 2919-2022 роках